# 小行星6207
小行星6207（6207 Bourvil）是一颗绕太阳运转的小行星，为主小行星带小行星。该小行星于1988年1月24日发现。

## 轨道参数
小行星6207的轨道半长轴为2.3336890 UA，离心率为0.198。